# Brachylomia urartha
Brachylomia urartha är en fjärilsart som beskrevs av Hermann Hacker och Kuhna 1986. Brachylomia urartha ingår i släktet Brachylomia och familjen nattflyn. Inga underarter finns listade i Catalogue of Life.